# Elcar Corporation
Elcar Corporation war ein US-amerikanischer Hersteller von Automobilen.

## Unternehmensgeschichte
Das Unternehmen wurde am 17. Mai 1974 in Elkhart in Indiana gegründet. Es vertrieb Fahrzeuge von Zagato. Von 1975 bis 1977 oder von 1977 bis 1978 stellte es Automobile her. Der Markenname lautete Elcar. Am 28. November 1988 wurde das Unternehmen aufgelöst.

## Fahrzeuge
Im Angebot standen Elektroautos. Ein Modell war der importierte Zagato Zele.
Der Wagonette ähnelte dem Zele, war aber länger und bot Platz für vier Personen. Eine Quelle gibt an, dass dieses Modell ein Prototyp blieb.
Der Cinderella sah einem Duryea von 1903 ähnlich. Der Elektromotor leistete 2 PS und ermöglichte eine Höchstgeschwindigkeit von 32 km/h.